# Bruck am Ziller
Bruck am Ziller település Ausztriában, Tirolban a Schwazi járásban található. Területe 6,01 km², lakosainak száma 1 048 fő, népsűrűsége pedig 170 fő/km² (2014. január 1-jén). A település 579 méteres tengerszint feletti magasságban helyezkedik el.

## Fordítás
- Ez a szócikk részben vagy egészben  a   Bruck am Ziller című angol Wikipédia-szócikk ezen változatának fordításán alapul.  Az eredeti cikk szerkesztőit annak laptörténete sorolja fel. Ez a jelzés csupán a megfogalmazás eredetét és a szerzői jogokat jelzi, nem szolgál a cikkben szereplő információk forrásmegjelöléseként.